# ابن قادوس الدمياطي
أبو الفتح محمود بن إسماعيل بن حميد (أو أحمد) الدمياطي العمري الفهري (؟؟؟ - 7 محرم 551 هـ/3 مارس 1156 م)، ويُشارُ إليه بالقاضي المُفضَّل، ويُلقَّب بكافي الكُفاة وبذي البلاغتين، ويُعرَف أكثر بابن قادوس. هو كاتب وشاعر مصري من مدينة دمياط عاش في القرن السادس الهجري. لا تسجِّل كتب التراجم شيئاً يُذكر عن تفاصيل حياته، سوى أنَّه كان كاتب الإنشاء في الدولة الفاطمية قبل انهيارها. أجاد ابن قادوس نظم الشعر، وله ديوان في مجلَّدين، وتناول في شعره المديح والرثاء والهجاء والوصف والغزل والنسيب والمجون والخمريات. وكان كاتباً حسن الأسلوب، ألَّف عدداً من الرسائل الأدبية. دافع ابن قادوس عن القاضي الجليس عندما هجاه ابن الصياد بأكثر من ألف مقطوعة، وقصيدته في الدفاع عن القاضي الجليس تُعدُّ من أشهر أعماله. تُوفِّي ابن قادوس الدمياطي في سنة 551 هـ، وحضر جنازته طلائع بن رزيك.

## شعر كتبه ابن قادوس الدمياطي
في أحد الاجتماعات التي كانت تعقد في بلاط الصالح، طرحت قضية لغوية فلم يستطع أحد من الحاضرين حلها إلا القاضي الرشيد شقيق القاضي المهذب، فقال الرشيد بعد أن حل القضية مفاخراً: ما سئلت قطّ عن مسألة إلا وجدتني أتوقد فهماً. فارتجل ابن قادوس ساخراً معرضاً بسواد لون الرشيد:
ويذكر إيضاً أن القاضي الرشيد كان ينافر في سوق الشعر ويسرق المعاني فقال فيه ابن قادوس: